# آرکتوروس
آرکتوروس (انگلیسی: Arcturus) شرکت داروسازی آمریکایی است، که در سال ۲۰۱۳ تأسیس شد.